# شارل ماري دي لا كوندامين
شارل ماري دي لا كوندامين (بالفرنسية: Charles Marie de La Condamine)‏ (ولد في باريس يوم 28 يناير 1701 وتوفي في 4 فبراير 1774) هو مكتشف وعالم جغرافيا وعالم رياضيات فرنسي.
تدرب لينضم للجيش لكنه تحول نحو العلوم والاستكشاف. ذهب في رحلة علمية إلى الشام ثم ذهب مع لويس غودين وبيير بوغيه في رحلة إلى البيرو عام 1735 لكي يحددوا طول درجة منتصف النهار في منطقة خط الاستواء لكن الرحلة رافقتها العديد من الصعوبات، فانفصل لا كوندامين عن البقية وذهب إلى كيتو حيث ذهب عبر الأمازون ووصل لكايين وكانت هذه أول رحلة علمية عن الأمازون. كان مساهما في الموسوعة.
عاد إلى باريس عام 1744 ونشر نتائج قياساته ورحلاته مع خريطة للنهر. في السنة التالية. وفي زيارته لروما قام بقياسات دقيقة للأبنية القديمة مع نظرة للقياس الدقيق للقدم الرومانية، ونشرت رحلاته إلى أمريكا الجنوبية في باريس عام 1751 ومات في باريس يوم 4 فبراير 1774.

## في أمريكا الجنوبية

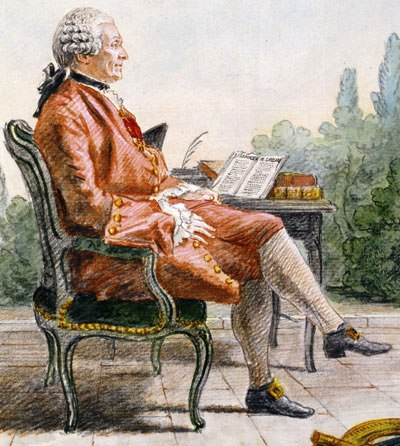
لا كوندامين كما رسمه كارمونتيل في عام 1760.

في عام 1735، انضم لاكوندامين إلى البعثة الفرنسية الجيوديزية إلى الإكواتور. هدف البعثة هو التحقق من فرضية قام بها إسحاق نيوتن حول شكل الأرض. افترض إسحاق نيوتن أن الأرض ليست كروية الشكل في شكل الكرة المثالي، وإنها هي مسطحة في قطبيها الشمالي والجنوبي. أدت هذه الفرضية إلى نشوب خلافات واسعة بين العلماء الفرنسيين. سافر بيير لوي موبرتوي وألكسيس كليروت وبيير شارل لومونييه إلى لابلاند. في نفس الوقت، سافر لويس غودين وبيير بوغي ولا كوندامين إلى أمريكا الجنوبية.

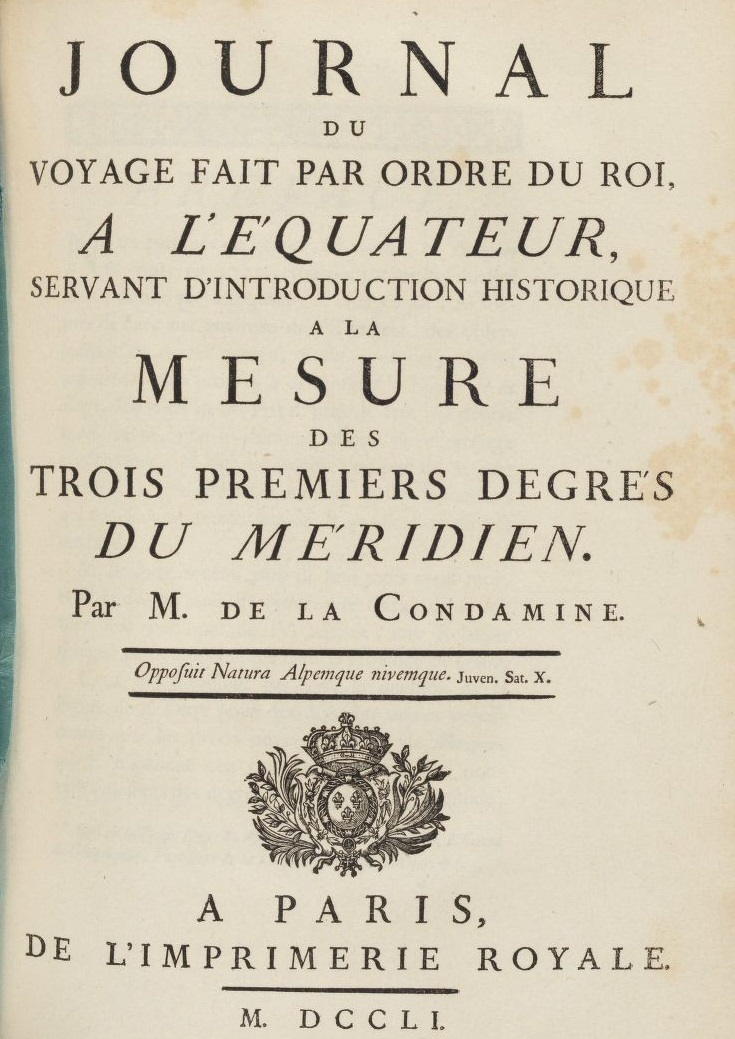
الصفحة الأولى من كتاب لاكوندامين والذي عنوانه مذكرة السفر تحت أوامر الملك إلى الإكواتور. نشرالكتاب في عام 1751.

## روابط خارجية
- شارل ماري دي لا كوندامين على موقع الموسوعة البريطانية (الإنجليزية)